# نوكيا N93

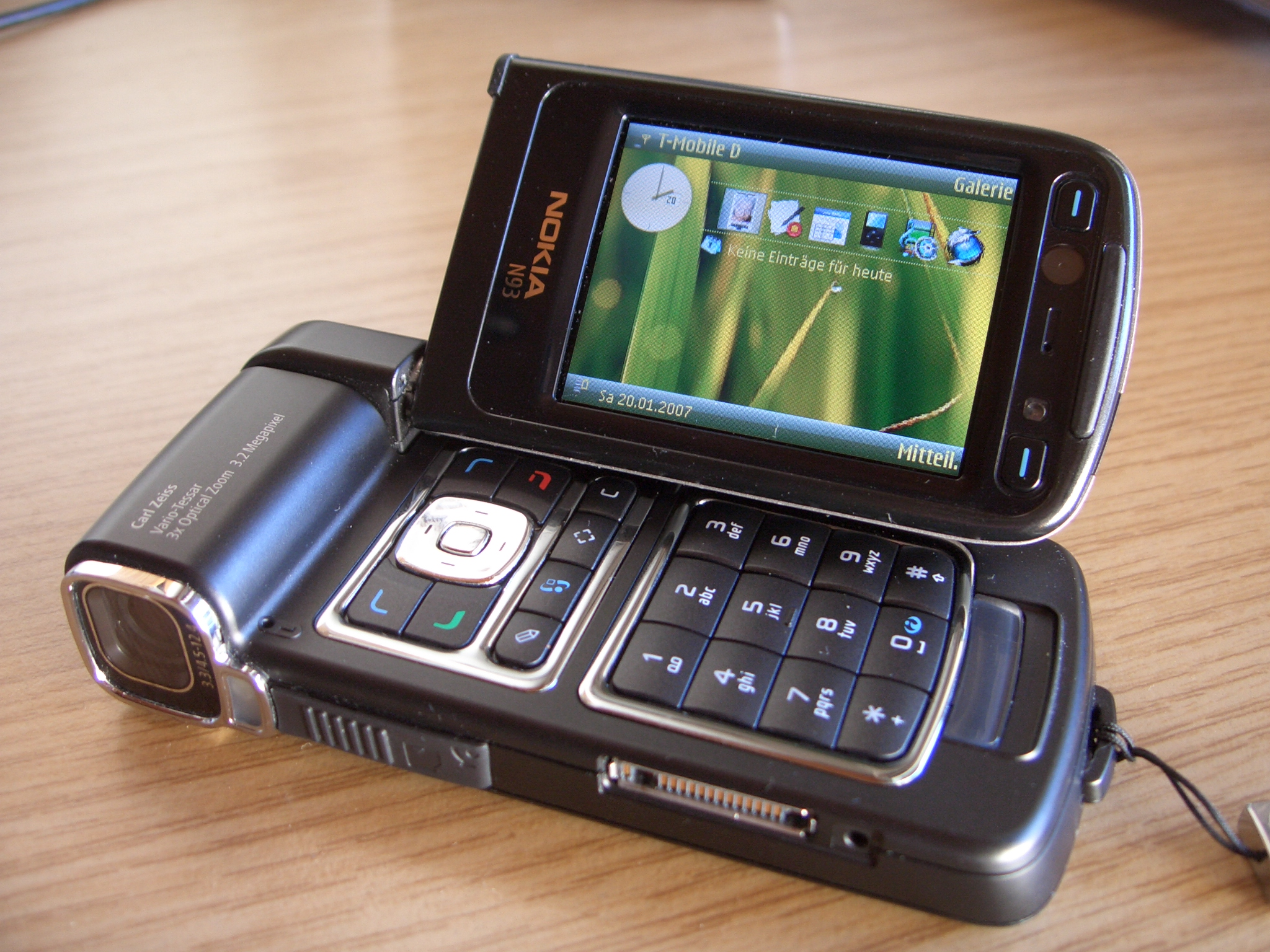
نوكيا N93

نوكيا N93 هو أحد أجهزة نوكيا، شركة الهواتف والتقنية النقالة. يأتي هذا الجهاز مع شاشة نوعها 320 * 240 18-بت (262,144) لون. تم إصدار هذا الجهاز في 2006. تقنيته/تردده هي GSM/UMTS. جيل الجهاز هو BB5.0. عامل الشكل (التصميم) للجهاز هو «الكامرة». الجهاز يحتوي على كامير نوعها: 3.2 ميغابيكسل.ذات التصوير الفديوي العالي الجودة ويحتوي على راديو.مع إمكانية العرض على شاشة التلفاز بنظامAV مع عدة برامج مرفقة أهمها قارئ الباركود